# Ahmadpur East
Ahmadpur East (Urdu احمدپور شرقیہ) ist eine Stadt im Distrikt Bahawalpur in der Provinz Punjab in Pakistan. Die Stadt Ahmedpur East ist nicht nur für Einheimische ein Touristenziel, sondern aufgrund ihres reichen Erbes auch ein wichtiger Hotspot für Historiker und Archäologen. Die Stadt enthält den Sadiq Garh Palast, der 1302 erbaut wurde, und viele alte Gebäude. Das Derawar Fort befindet sich ebenfalls bei Ahmadpur East. Die Stadt ist bekannt für ihre Baumwolle, Seide, Stickereien, Teppiche und Töpferwaren.

## Geschichte
Am 25. Juni 2017 explodierte in der Nähe von Ahmedpur East ein Tankwagen. Bei dem Ereignis wurden 219 Menschen getötet und mindestens 34 weitere verletzt. Der Lastwagen kippte um, als der Fahrer versuchte auf dem N-5 National Highway scharf abzubiegen. Als sich die Nachricht von dem Unfall in den umliegenden Dörfern verbreitete, eilten Hunderte von Bewohnern zum Tatort, um den Lastwagen und seine Fracht zu plündern. Der Lastwagen explodierte dann. Berichte deuteten darauf hin, dass die Explosion von einer Person verursacht wurde, die eine Zigarette anzündete.

## Galerie

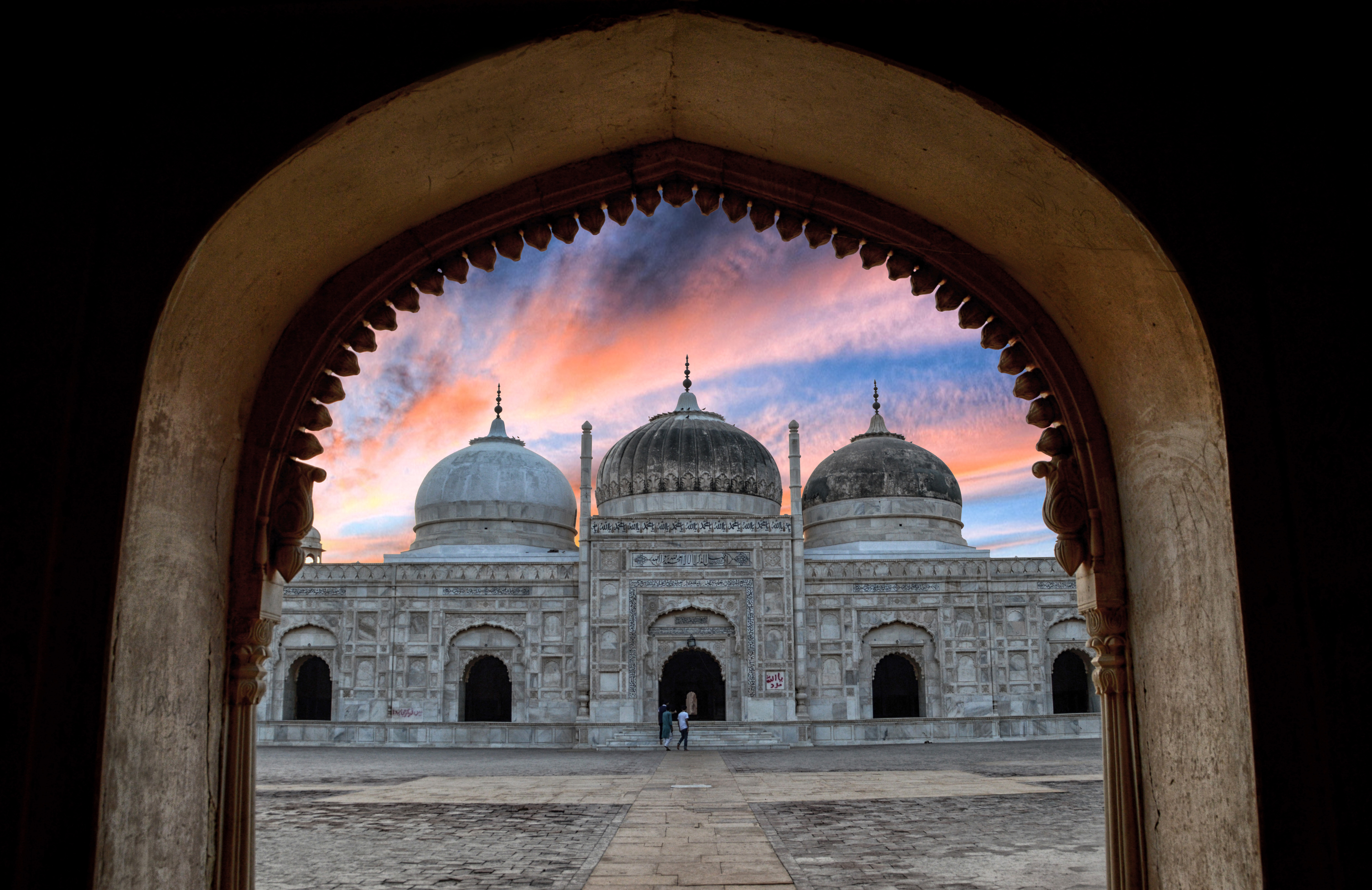
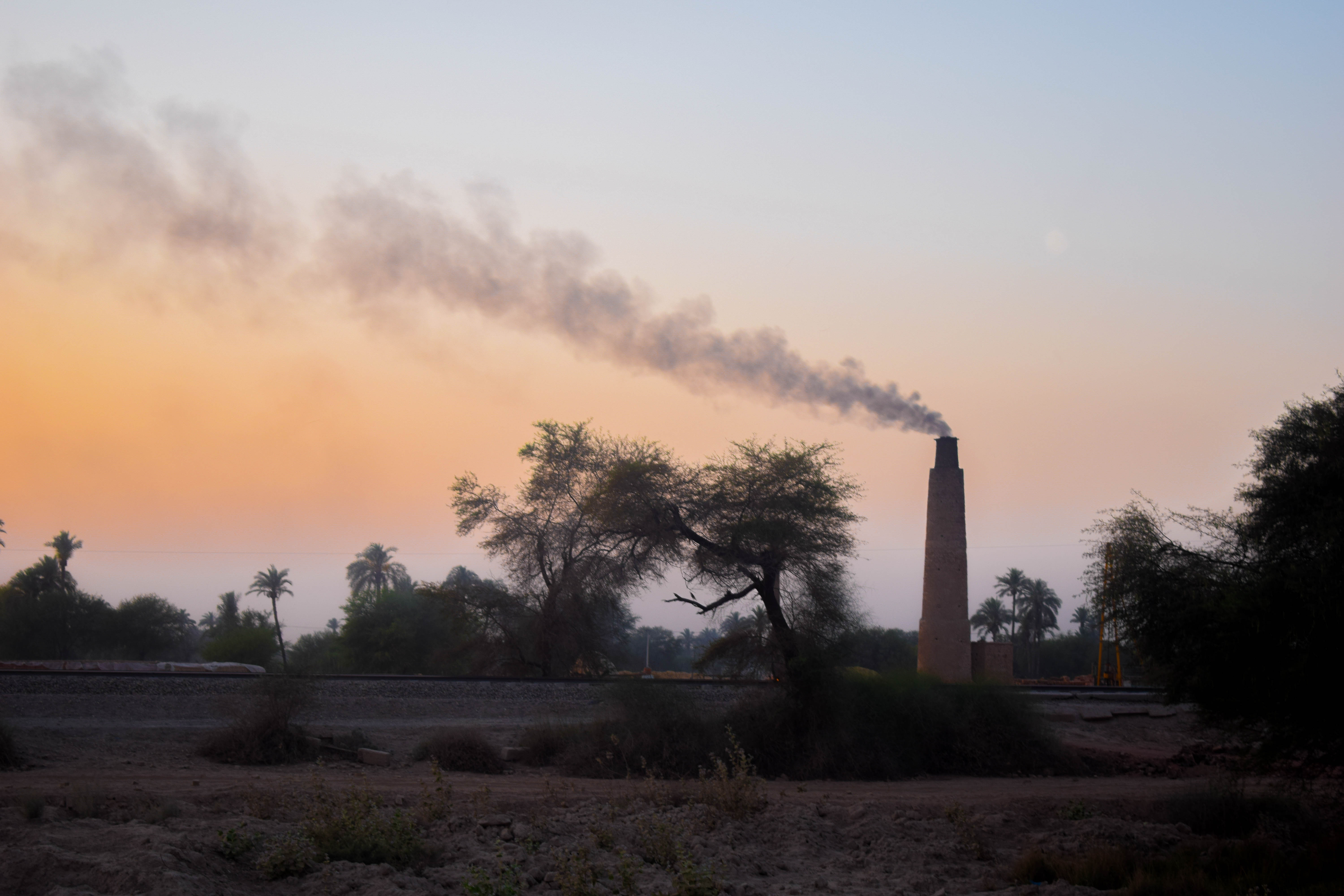

## Bevölkerungsentwicklung
| Zensusjahr | Einwohnerzahl |
| ---------- | ------------- |
| 1972       | 43.312        |
| 1981       | 56.979        |
| 1998       | 96.415        |
| 2017       | 133.369       |